# Joël Corminbœuf
Joël Corminbœuf (ur. 16 marca 1964 w Domdidier) – piłkarz szwajcarski grający na pozycji bramkarza.

## Kariera klubowa
Corminbœuf karierę zawodniczą rozpoczął w klubie Neuchâtel Xamax. W sezonie 1985/1986 zadebiutował w jego barwach w pierwszej lidze szwajcarskiej, ale w pierwszym składzie zaczął grać od lata 1986. Wtedy też swoją postawą przyczynił się do wywalczenia przez Neuchâtel mistrzostwa Szwajcarii, pierwszego w historii klubu. W 1988 roku powtórzył zdobycie mistrzowskiego tytułu, a w 1990 roku sięgnął po Puchar Szwajcarii. W 1991 roku trafił do FC Zürich, ale już po pół roku powrócił do Neuchâtel, w którym występował przez kolejne dwa sezony. W 1993 roku Corminbœuf został bramkarzem francuskiego RC Strasbourg i przez cały sezon był jego podstawowym zawodnikiem. W 1994 roku powrócił jednak do ligi szwajcarskiej, do Neuchâtel Xamax. Tam grał do 1999 roku i wtedy też postanowił zakończyć piłkarską karierę. Liczył sobie wówczas 35 lat.

## Kariera reprezentacyjna
W reprezentacji Szwajcarii Corminbœuf zadebiutował 27 kwietnia 1988 roku w przegranym 0:1 towarzyskim meczu z RFN. W 1996 roku został powołany przez selekcjonera Artura Jorge do kadry na ten turniej. Tam był rezerwowym bramkarzem dla Marco Pascolo i nie rozegrał żadnego spotkania. Ostatni mecz w kadrze narodowej rozegrał w kwietniu 1998 roku przeciwko Irlandii Północnej (0:1), a łącznie rozegrał w niej 8 spotkań.